# Reichenbach-Steegen
Reichenbach-Steegen település Németországban, Rajna-vidék-Pfalz tartományban. Lakosainak száma 1503 fő (2023. december 31.).

## Népesség
A település népességének változása:
| Lakosok száma | 1374 | 1371 | 1422 | 1469 | 1503 |
|               | 2017 | 2019 | 2021 | 2022 | 2023 |